# Edwin Ardener
Edwin William Ardener (ur. 1927, zm. 1987) – brytyjski antropolog społeczny, szczególnie zainteresowany kwestią etnograficznego odczytywania historii.

## Życiorys
Ukończył London School of Economics, związał się jednak na stałe z University of Oxford, gdzie redagował Journal of the Anthropological Society of Oxford.
Ardener dokonał ogromnego wkładu w teorię etniczności, zakładając konieczność oddzielania od siebie rzeczywistości językowej/semantycznej i rzeczywistości demograficznej. Tożsamość definiował jako jednoczesne utożsamianie się i bycie utożsamianym. Na grunt gender studies wprowadził koncepcję "grupy niemej", opisującej społeczną pozycję kobiet. Do znaczącego wpływu myśli Ardenera przyznają się tacy antropolodzy jak Malcolm Chapman, Kirsten Hastrup, Michael Herzfeld.
Badania terenowe prowadził przede wszystkim w Kamerunie wśród ludu Bakweri (wliczanego w obręb grupy etnicznej Duala), mieszkającego u południowego podnóża wulkanu Kamerun; epizodycznie prowadził badania terenowe także w celtyckiej Szkocji. Szereg rozpraw dotyczących Bakweri to klasyczny przykład antropologii historycznej.

## Publikacje
- 1989 The voice of prophecy and other essays, (red. Malcolm Chapman)

## Publikacje po polsku
- Tożsamość i utożsamianie, w: Zdzisław Mach, A. K. Paluch (red.), Sytuacja mniejszościowa i tożsamość, Prace Socjologiczne z. 15, s. 21-41